# Samuel W. Moulton

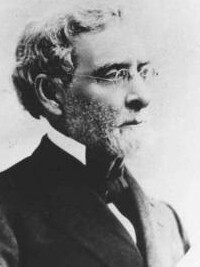
Samuel Wheeler Moulton in einem Porträtfoto (vermutlich um 1875)

Samuel Wheeler Moulton (* 20. Januar 1821 in Wenham,  Essex County, Massachusetts; † 3. Juni 1905 in Shelbyville, Illinois) war ein US-amerikanischer Politiker. Zwischen 1865 und 1867 sowie nochmals von 1881 bis 1885 vertrat er den Bundesstaat Illinois im US-Repräsentantenhaus.

## Werdegang
Samuel Moulton besuchte die öffentlichen Schulen seiner Heimat. Danach arbeitete er für einige Jahre in Kentucky und Mississippi als Lehrer. Im Jahr 1845 zog er nach Oakland in Illinois. Nach einem Jurastudium und seiner 1847 erfolgten Zulassung als Rechtsanwalt begann er in Sullivan in diesem Beruf zu arbeiten. Seit 1849 lebte er in Shelbyville, wo er weiterhin als Anwalt praktizierte. Politisch war er zunächst Mitglied der Demokratischen Partei. Zwischen 1852 und 1859 saß er als Abgeordneter im Repräsentantenhaus von Illinois. Im Jahr 1856 war er einer der demokratischen Wahlmänner, die James Buchanan offiziell zum US-Präsidenten wählten. Zwischen 1859 und 1876 leitete Moulton den Bildungsausschuss des Staates Illinois. 1862 kandidierte er noch erfolglos für den Kongress. In dieser Zeit wechselte er zur Republikanischen Partei.
Bei den Kongresswahlen des Jahres 1864 wurde Moulton als Kandidat seiner neuen Partei im 14. Wahlbezirk von Illinois in das US-Repräsentantenhaus in Washington, D.C. gewählt, wo er am 4. März 1865 die Nachfolge von James C. Allen antrat. Bis zum 3. März 1867 konnte er dort eine Legislaturperiode absolvieren. Seit 1865 war die Arbeit des Kongresses von den Spannungen zwischen den Republikanern und Präsident Andrew Johnson überschattet, die in einem nur knapp gescheiterten Amtsenthebungsverfahren gipfelten.
Nach dem vorläufigen Ende seiner Zeit im US-Repräsentantenhaus wechselte Moulton wieder zu den Demokraten. Bei den Kongresswahlen des Jahres 1880 wurde er im 15. Distrikt in den Kongress gewählt, wo er Albert P. Forsythe ablöste. Nach einer Wiederwahl konnte er zwischen dem 4. März 1881 und dem 3. März 1885 zwei weitere Legislaturperioden im Repräsentantenhaus absolvieren. Seit 1883 vertrat er dort als Nachfolger von William Ralls Morrison den 17. Bezirk seines Staates. Ebenfalls seit 1883 war er Vorsitzender des Committee on Mileage. Im Jahr 1884 verzichtete er auf eine weitere Kandidatur.
Nach seinem endgültigen Ausscheiden aus dem Kongress arbeitete Samuel Moulton wieder als Jurist. Nach 1896 wechselte er noch einmal die Partei, indem er wieder zu den Republikanern übertrat. Er starb am 3. Juni 1905 in Shelbyville.